# 혜나 (1985년)
혜나(본명: 이은정, 1985년 1월 13일 ~ )는 대한민국의 가수, 전 모아의 멤버이다.

## 대표작

### 음반
- 《최강칠우 OST》
- 《혜나 퍼스트 싱글 앨범- 다가와》(Hyena First Single Album)
- 《혜나 두 번째 싱글 앨범- Brand NEW Hyena》(Hyena Second Single Album)